# Biangbiang-Nudeln

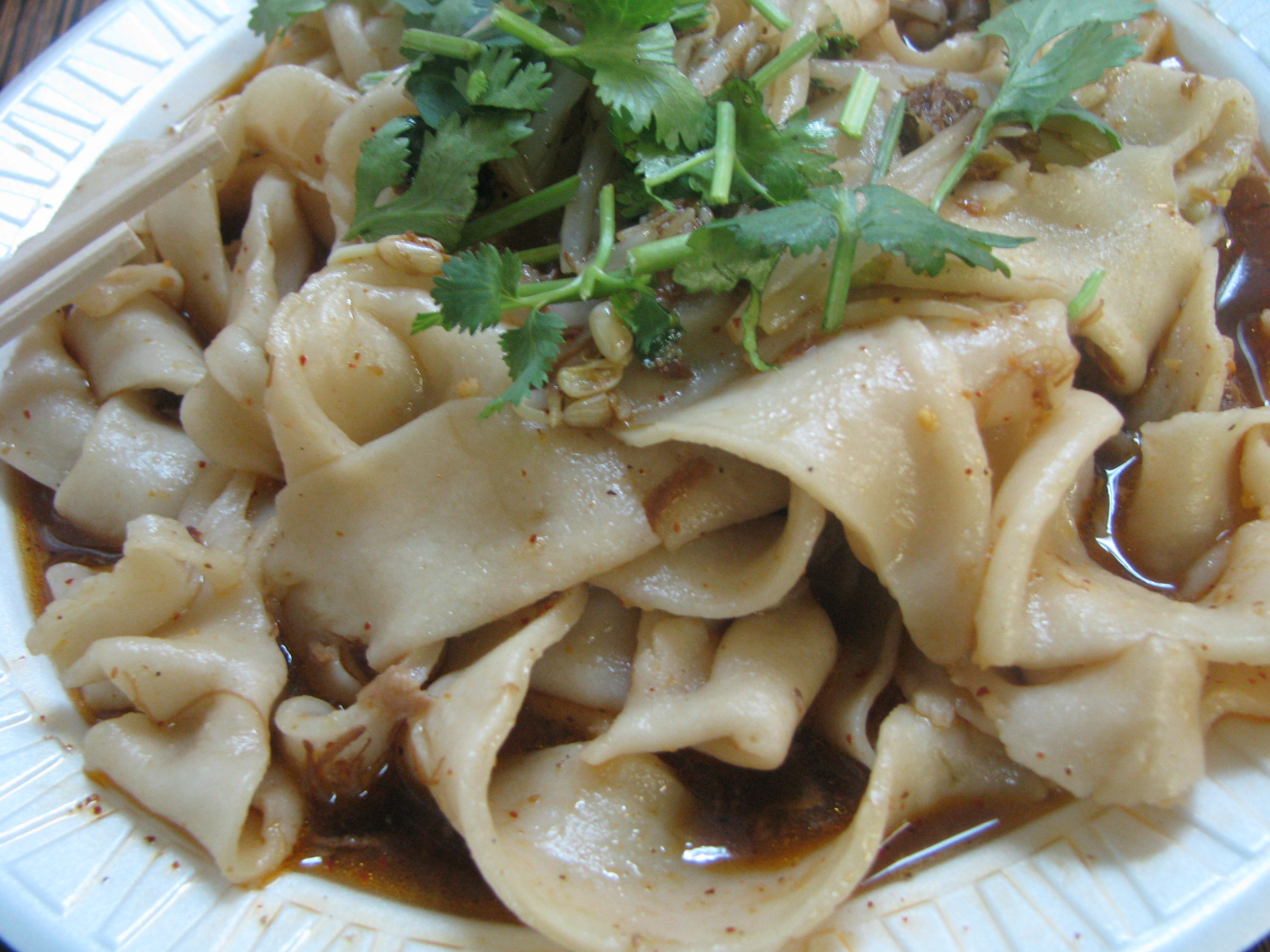
Eine Schale Biángbiang-Nudeln

Biángbiáng-Nudeln (chinesisch 𰻞𰻞麵 / 𰻝𰻝面, Pinyin Biáng Biáng Miàn) sind eine Art Nudeln, die man in der Provinz Shaanxi im Nordwesten Chinas findet. Das Besondere an diesen Nudeln ist ihre Dicke und Länge sowie das Schriftzeichen, das sie repräsentiert. Sie werden oft mit Hosengürteln verglichen und zählen zu den 8 besonderen Gerichten in Xi'an (Shaanxi Provinz).

## Über die Nudel

### Herkunft
Die Nudeln kommen aus der näheren Umgebung Xi’ans, genauer gesagt aus dem kleinen Dorf Kāngwáng Cún im ehemaligen Landkreis Hù Xiàn westlich der Provinzhauptstadt von Shaanxi. Als Rohstoff dient Weizenmehl, in alter Zeit war es eher ein Mischmehl aus Kolben- und Rispenhirse, andernorts Buchweizen.

### Herstellung
Zur Herstellung der Nudel wird Teig mit einer Art Besenstiel immer wieder ausgerollt, bis er kreisrund ist und etwa die Größe einer kleinen Tischplatte und die Dicke von 1 bis 2 mm erreicht. Danach wird der Teig mit dem Messer in lange Streifen von etwa 3 bis 4 cm Breite geschnitten, durch die Kreisform kommt eine unterschiedliche Länge zustande. An anderen Orten schneidet man die Nudeln eher in Rautenform.
Zum Garen werden sie in einen großen Topf mit siedendem Wasser ohne Salz geworfen, wenn sich Schaum bildet, wird mit kaltem Wasser abgelöscht.

### Verzehr
Traditionell isst man die Nudeln mit ein paar Fleischwürfeln, etwas Tofu, grünem Blattgemüse, Sojasprossen, Chiliöl, etwas Salz und Essig. Zu den Nudeln trinkt man gern das Nudelwasser.
Einst ein Armeleutegericht der Bauern, finden die Nudeln immer mehr Einzug in bessere Restaurants der Städte und gelten mittlerweile als Spezialität.

## Das SchriftzeichenBiáng

Das Schriftzeichen Biáng in Regelschrift, vollständige Form

Das Schriftzeichen Biáng in Ming-Schrift, vollständige Form

Das entsprechende Kurzzeichen

Die traditionellen und vereinfachten Formen des Zeichens wurden im März 2020 zu Unicode Version 13.0 hinzugefügt. Die Zeichen befinden sich im Block CJK Unified Ideographs Extension G in der neu zugewiesenen tertiären ideografischen Ebene. Die entsprechenden Unicode-Zeichen sind traditionell U+30EDE und vereinfacht U+30EDD. Da das Schriftzeichen »Biáng« sehr selten verwendet wird, und es nicht auf allen Computern geschrieben werden kann, behilft man sich oft mit phonetischem Ersatz wie 棒棒麵 (Bàngbàng Miàn) oder 梆梆麵 (Bāngbāng Miàn). Noch einfacher ist die Verwendung von Pinyin in Zeitungen und Büchern.
Es gibt eine ganze Reihe von Kinderreimen, meist im Shaanxi-Dialekt, die einem helfen, sich dieses komplizierte Zeichen besser zu merken.
Eine Version geht wie folgt:
| Langzeichen    | Kurzzeichen    | Pinyin                          | Deutsche Übersetzung                                           |
| 一點飛上天     | 一点飞上天     | Yì diǎn fēi shàng tiān,         | Ein »Punkt« fliegt zum Himmel hinauf,                          |
| 黃河兩道彎     | 黄河两道弯     | Huánghé liǎng dào wān.          | die beiden Kurven des Gelben Flusses.                          |
| 八字大開口     | 八字大开口     | Bā zì dà kāi kǒu,               | Das Zeichen »acht« (八) öffnet weit den Mund,                  |
| 言字往進走     | 言字往进走     | yán zì wǎng jìnzǒu.             | das Zeichen »Wort« (言) schlüpft hinein.                       |
| 東一扭 西一扭  | 东一扭 西一扭  | Dōng yī niǔ, xī yī niǔ,         | Im Osten ein »Winden«, im Westen ein »Winden«,                 |
| 左一長 右一長  | 左一长 右一长  | zuǒ yī zhǎng, yòu yī zhǎng,     | links ein »Lang«, rechts ein »Lang«,                           |
| 中間加個馬大王 | 中间加个马大王 | zhōngjiān jiā ge mǎ dàwáng.     | mittendrin ein »großer Pferdekönig«.                           |
| 心字底         | 心字底         | xīn zì dǐ                       | Das »Herz« (心) als Boden,                                     |
| 月字旁         | 月字旁         | yuè zì páng                     | das Zeichen »Mond« (月) als Seite,                             |
| 留個釣搭挂麻糖 | 留个钓搭挂麻糖 | liú ge diào dā guà má táng      | bleibt noch ein »Haken«, dran hängt eine Sesam-Zuckerstange,   |
| 坐著車車逛咸陽 | 坐着车车逛咸阳 | zuò zhe chē chē guàng xián yáng | man setzt sich in den Wagen und fährt nach Xianyang spazieren. |

Die Herkunft der Nudeln als auch des Zeichens Biáng sind bis heute nicht geklärt. Eine Geschichte behauptet, das Zeichen Biáng sei vom Premierminister der Qin-Dynastie Li Si erfunden worden. Zumindest kann man es nicht im umfassenden Kangxi-Wörterbuch finden, was darauf hinweist, dass es viel später als zu Lebzeiten Li Sis geschaffen wurde.
Die Biangbiang-Nudel ist vermutlich sehr alt, das Zeichen scheint aber nur einige hundert Jahre alt zu sein, eine Art Geschäftslogo, in dem ein Graphiker dem Geschäftsmann eingebaut hat, was mit einer guten Nudel zu tun haben kann: Im Schriftzeichen befindet sich zweimal das Zeichen 長 »lang«, ein 馬 »Pferd«, der 月 »Mond« ist eigentlich eine verkürzte Form des Zeichens 肉 »Fleisch« und der 刂 »Haken mit Sesam-Zuckerstange« ist eine Kurzform des Zeichens 刀 »Messer«, ein 心 »Herz« für den Genuss (wenn ein Herz im Zeichen enthalten ist, geht es meist um etwas, was man fühlen, riechen, schmecken kann), umrahmt vom Zeichen für 辶 »gehen« – quasi die »Nudel für unterwegs«. Fehlt noch der Kopf des Zeichens, eine Art 宀 Topfdeckel, eigentlich das Zeichen 穴 »Höhlung« und darunter der obere Teil des Langzeichens biàn (»verändern«) – 變, das dem gesamten Zeichen seinen Klang gibt, weil der Nudelteig mit den Händen geknetet wird, die Streifen dann mit den Händen auseinandergezogen werden und auf den Tisch geschlagen werden. Das erzeugt ein Geräusch, etwa wie »biáng - biáng - biáng«...